# 大豊遠節線
大豊遠節線（おおとよとおふしせん）は、かつて樺太に存在した樺太庁道であり、留多加郡留多加町大豊から本斗郡本斗町遠節を結んでいた。

## 概要
- 総延長 47.5km
- 幅員　全線5.5m
- 鉄道省省営自動車本留線のバス路線は同線を走っていた。

## 歴史
- 1935年開通
- 同年鉄道省省営自動車本留線運行開始。

## 経由地
- 留多加郡留多加町 - 本斗郡本斗町

## 接続道路
- 留多加郡留多加町
  - 留多加蘭泊線
- 本斗郡本斗町
  - 本斗安別線